# ポール・ピュト
ポール・ピュト（Paul Put、1956年5月26日 - ）は、ベルギー・メルクセム出身のサッカー指導者。
「パウル・プト」とも表記される。

## 経歴
2008年から2011年までガンビア代表監督、2012年3月から2015年2月までブルキナファソ代表監督を歴任。
2015年6月よりヨルダン代表監督に就任したが、2016年1月に退任。同年USMアルジェの監督に就任。2017年まで務め、同年ケニア代表監督に就任し、2018年の2月に退任。
ケニア代表監督退任後、新たに中国サッカーリーグ２部に所属する新疆天山雪豹足球倶楽部との３年間の契約を済ますも、3月にはギニア代表監督に任命された。しかし、2019年7月に解雇され、翌月にはギニアサッカー連盟から終身活動禁止処分を受けた。